# Badmintonmeisterschaft von Hongkong 2003
Die Badmintonmeisterschaft von Hongkong des Jahres 2003 trug den vollständigen Namen Bank of China (Hong Kong) Hong Kong Annual Badminton Championships 2003 (chinesisch 2003 中銀香港全港羽毛球錦標賽). Die Titelkämpfe wurden über mehrere Spieltage und in mehreren Altersklassen vom 2. April bis zum 25. Mai 2003 ausgetragen. Die Meisterschaften hatten eine Rekordteilnehmerzahl von 1483 Startern. 993 Spiele waren notwendig, um alle Sieger in allen Wettbewerben zu ermitteln.

## Sieger und Finalisten
| Disziplin    | Gold                                  | Silber                             |
| ------------ | ------------------------------------- | ---------------------------------- |
| Herreneinzel | Agus Hariyanto                        | Ng Wei                             |
| Dameneinzel  | Wang Chen                             | Louisa Koon Wai Chee               |
| Herrendoppel | Yohan Hadikusumo Wiratama Yau Tsz Yuk | Albertus Susanto Njoto Liu Kwok Wa |
| Damendoppel  | Wang Chen Louisa Koon Wai Chee        | Tang Tsz Wai Li Wing Mui           |
| Mixed        | Yohan Hadikusumo Wiratama Wang Chen   | Liu Kwok Wa Louisa Koon Wai Chee   |